# Ханукаев, Леонид Яковлевич
Леони́д Я́ковлевич Ханука́ев (род. 14 февраля 1972; Москва) — российский предприниматель, бывший генеральный директор сети детских летних лагерей отдыха и оздоровления «Страна детей».

## Ранние годы
Леонид Ханукаев родился 11 октября 1969 года в Москве. В возрасте шести лет вместе с родителями уехал жить в Гавану, где его отец работал в отрасли сельского хозяйства. В тот период свободно владел испанским языком. Увлекался карате и был отличником. Мама Ханукаева — уроженка Львова, работала продавцом, торговала привезёнными из США вещами. В 1984 году вновь вернулся в Москву. После возвращение в СССР его не отличала страсть к обучению.

## Бизнес-деятельность
О предпринимателе Леониде Ханукаеве многие узнали, когда он построил с нуля торговую сеть «Бельпостель», специализирующуюся на постельном белье. Ханукаев отдал «Бельпостель» партнёрам, после чего им пришлось закрыть половину магазинов — выяснилось, что они были нерентабельными.
Спустя год Ханукаев решил построить в Москве первый текстильный гипермаркет «Тряпка». Торговый центр долго не могли открыть, потом Ханукаев, так его и не достроив, передал проект компании «Ташир». В ребрендинг и завершение строительства «Тряпки» (теперь это торговый центр «Рио» на Ленинградском шоссе) «Ташир» вложил еще 20 миллионов долларов.
В 2008 году Леонид Ханукаев — уже в качестве менеджера — был привлечён близкими к президенту Дмитрию Медведеву предпринимателями братьями Ахмедом и Магомедом Билаловыми на строительство сочинского курорта «Горки город». Его должны были завершить к концу 2011 года, но в сроки не уложились. Ханукаев покинул проект, а срыв сроков строительства дорого обошелся Билаловым —  увеличения сметы проекта с 1,2 миллиарда до восьми миллиардов рублей у них возник конфликт с со инвестором — Сбербанком, а сам Ахмед Билалова был уволен с поста вице-президента Олимпийского комитета и главы госкомпании «Курорты Северного Кавказа».
После «Горок» Ханукаев решил сосредоточиться на детском проекте. Он арендовал трехэтажный особняк на Патриарших прудах, отреставрировал его и осенью 2011 года начал нанимать людей в «Страну детей».

В период активной бизнес деятельности участвовал во многих судебных разбирательствах в качестве ответчика.
«В марте 2013 года я узнал о начале строительства в Московской области девелоперского проекта, – писал в своём заявлении в правоохранительные органы генеральный директор ЗАО МТС Василий Хоманов. – У меня состоялась встреча, в ходе которой Ханукаев Л.Я. предложил начать сотрудничество с подконтрольной ему организацией ООО «Поле Сервис» в части поставок строительных материалов». Как писал Хоманов, его компания отгрузила цемент, песок, арматуру, щебень и бетон на общую сумму более чем 153 млн рублей. Однако оплату за них так и не получила. Хуже того – со стройплощадки исчезла предоставленная ЗАО МТС строительная техника – четыре бетоносмесителя общей стоимостью почти 11 млн рублей. В связи с этим Хоманов просил возбудить уголовное дело по факту мошенничества. «Гр-н Ханукаев Л.Я. неоднократно озвучивал в ходе переговоров, что ООО «Поле Сервис» было создано им с целью централизации договорной работы с возможностью дальнейшего оставления компании с накопленной кредиторской задолженностью», – подчёркивалось в заявлении.
Полиция приступила к проверке. В ходе неё были опрошены руководители двух других компаний, также приглашённых Ханукаевым участвовать в строительстве лагеря. Как указывал в своём постановлении следователь Управления экономической безопасности и противодействия коррупции ГУ МВД России по г. Москве Азиев, директор ОАО «Автобаза Ильинское» Владимир Вещиков рассказал, что по условиям договора осуществил земляные работы на сумму 18 млн рублей, но деньги так и не получил. Правда, арбитражный суд вынес решение о взыскании долга, однако Решением Арбитражного суда города Москвы от 08.02.2016г. должник ООО «Поле Сервис» (ИНН 7743640405, ОГРН 5077746677949) признан несостоятельным (банкротом), активы ООО «Поле Сервис» выведены. Похожую историю рассказал и директор ООО «Уваровская ПМК-22», строившего дорогу к будущей «Стране детей». На прокладку дороги предприятия потратило из своих средств более 4 млн рублей, получить которые, несмотря на имеющееся судебное решение, также невозможно.
Решением Арбитражного суда Москвы от 30.01.2017 по делу А40-223226/15 ЗАО Страна детей признано несостоятельным (банкротом).

## Личная жизнь
Женат, имеет троих детей. Имеет одного брата, разница в возрасте у них составляет шесть лет.